# Gelbe Eiche
Die Gelbe Eiche (Quercus muehlenbergii) ist ein mittelgroßer Baum aus der Gattung der Eichen in der Familie der Buchenartigen. Das Verbreitungsgebiet liegt in Nordamerika.

## Beschreibung
Die laubabwerfende Gelbe Eiche ist ein 10–25, sehr selten bis über 45 Meter hoher Baum mit einer hochgewölbten Krone oder manchmal ein Strauch. Der Stammdurchmesser erreicht über 1,2 Meter, selten bis über 2 Meter. Die Borke ist graubraun und spaltet sich in dünne, flache Schuppen. Junge Triebe sind behaart. 
Die wechselständigen und kurz gestielten Laubblätter sind 5 bis 18 Zentimeter lang und 4 bis 10 Zentimeter breit, länglich, verkehrt-eiförmig oder lanzettlich, spitz oder zugespitzt mit keilförmiger bis stumpfer Basis. Die ledrige und gebuchtete, spitze bis zugespitzte Spreite hat auf jeder Seite 8 bis 13 knorpel- bzw. feinstachelspitzige, spitze bis abgerundete Lappen. Es werden 10 bis 14 Paar Nerven gebildet. Die Blattoberseite ist schwach bis leicht fein behaart, die hellere Unterseite ist fein weißfilzig und verkahlend. Der Blattstiel ist 2 bis 4 Zentimeter lang. 
Die Früchte sind 1,5 bis 2 Zentimeter lang, eiförmig, fest sitzend und zur Hälfte von einem halbkugeligen, schuppigen Fruchtbecher umgeben. Die Schuppen sind dünn, feinhaarig und angedrückt, die oberen spitz. Die Eicheln wachsen einzeln. 
Die Chromosomenzahl beträgt 2n = 24.

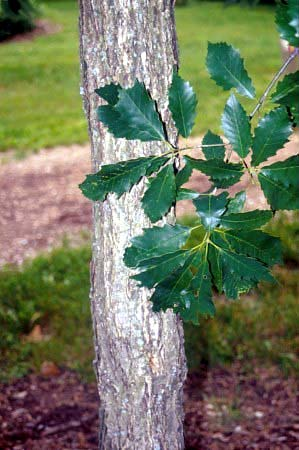
Stamm und Blätter
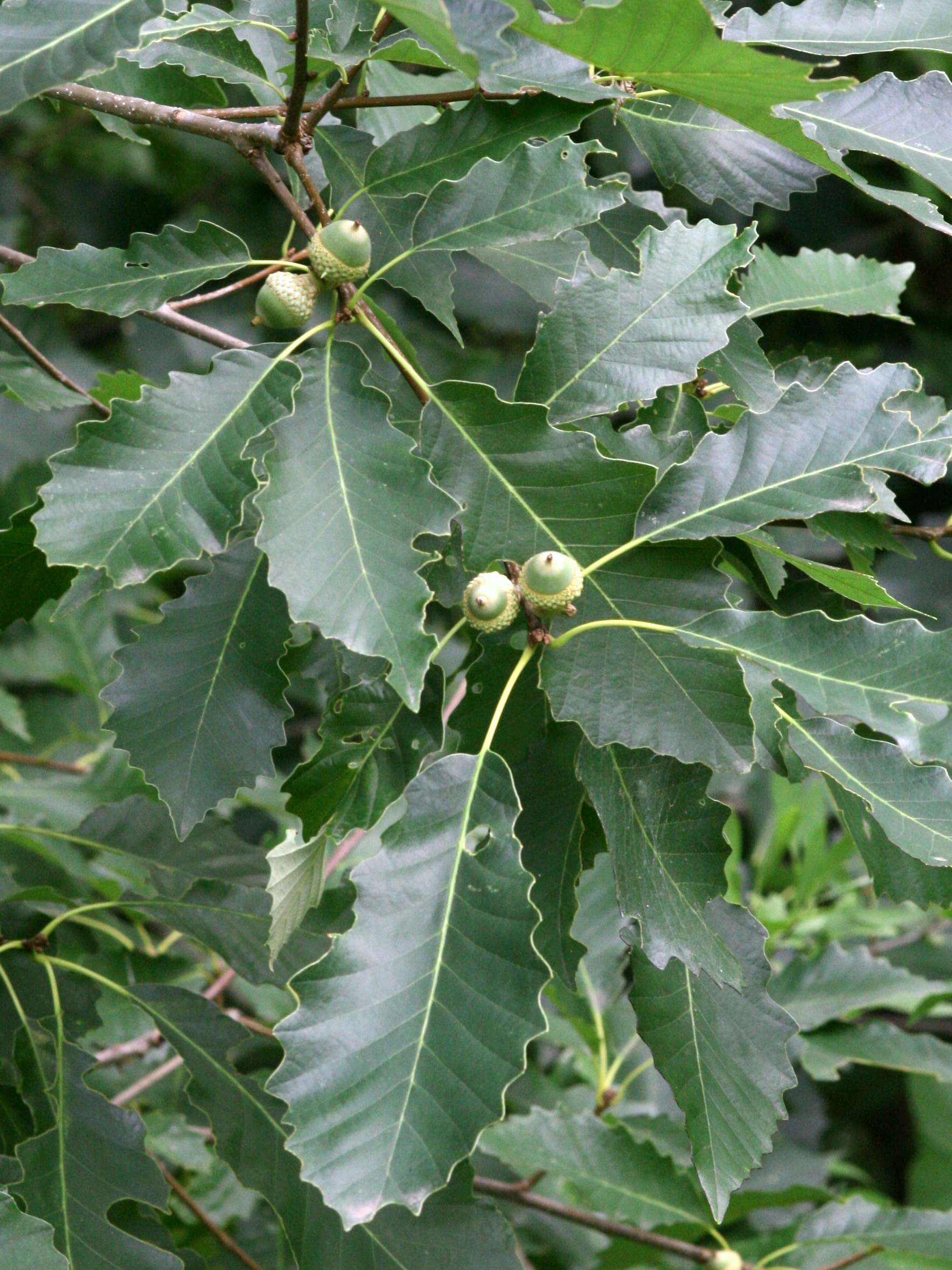
Blätter und Früchte
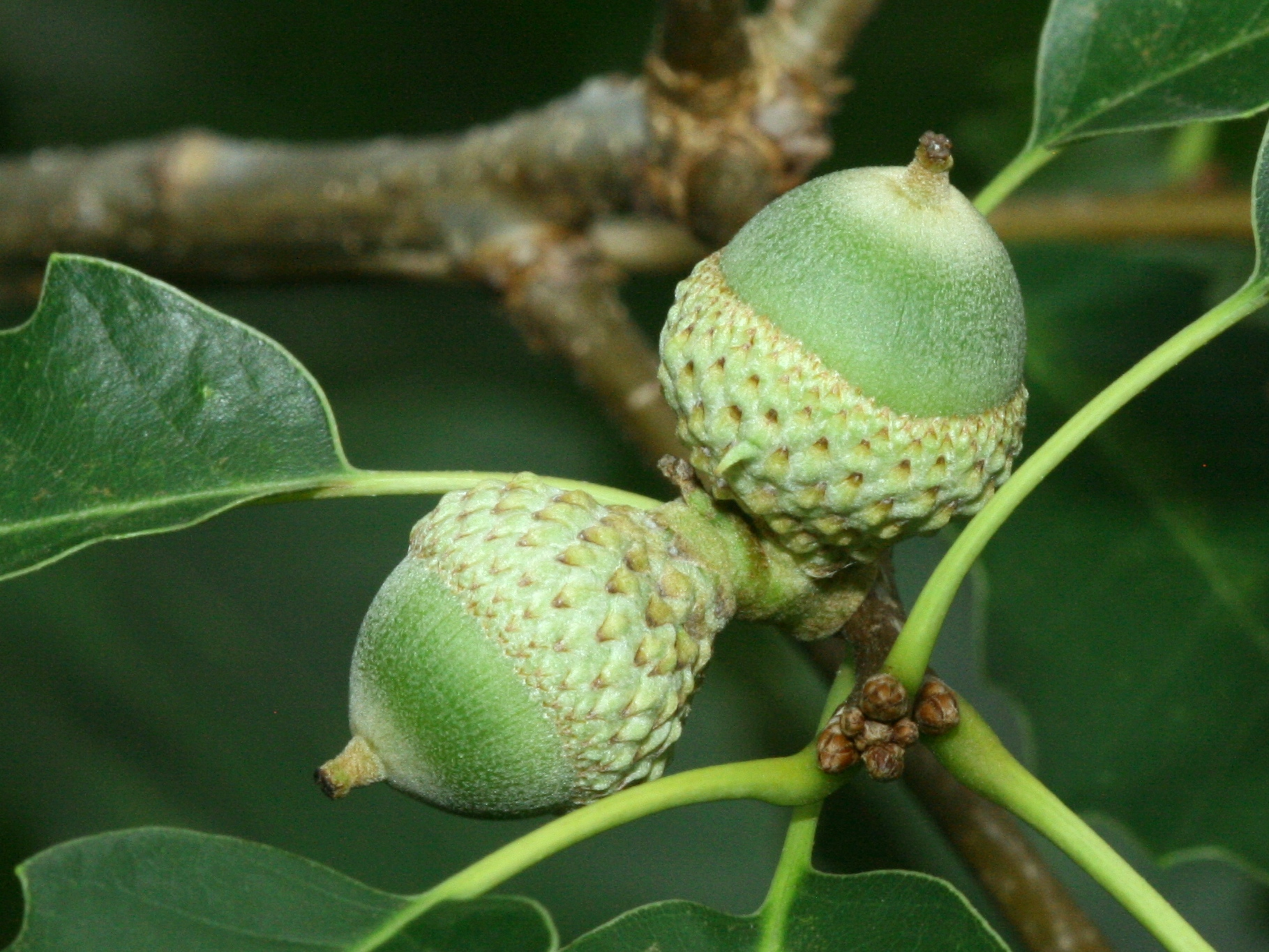
Früchte

## Verbreitung und Ökologie

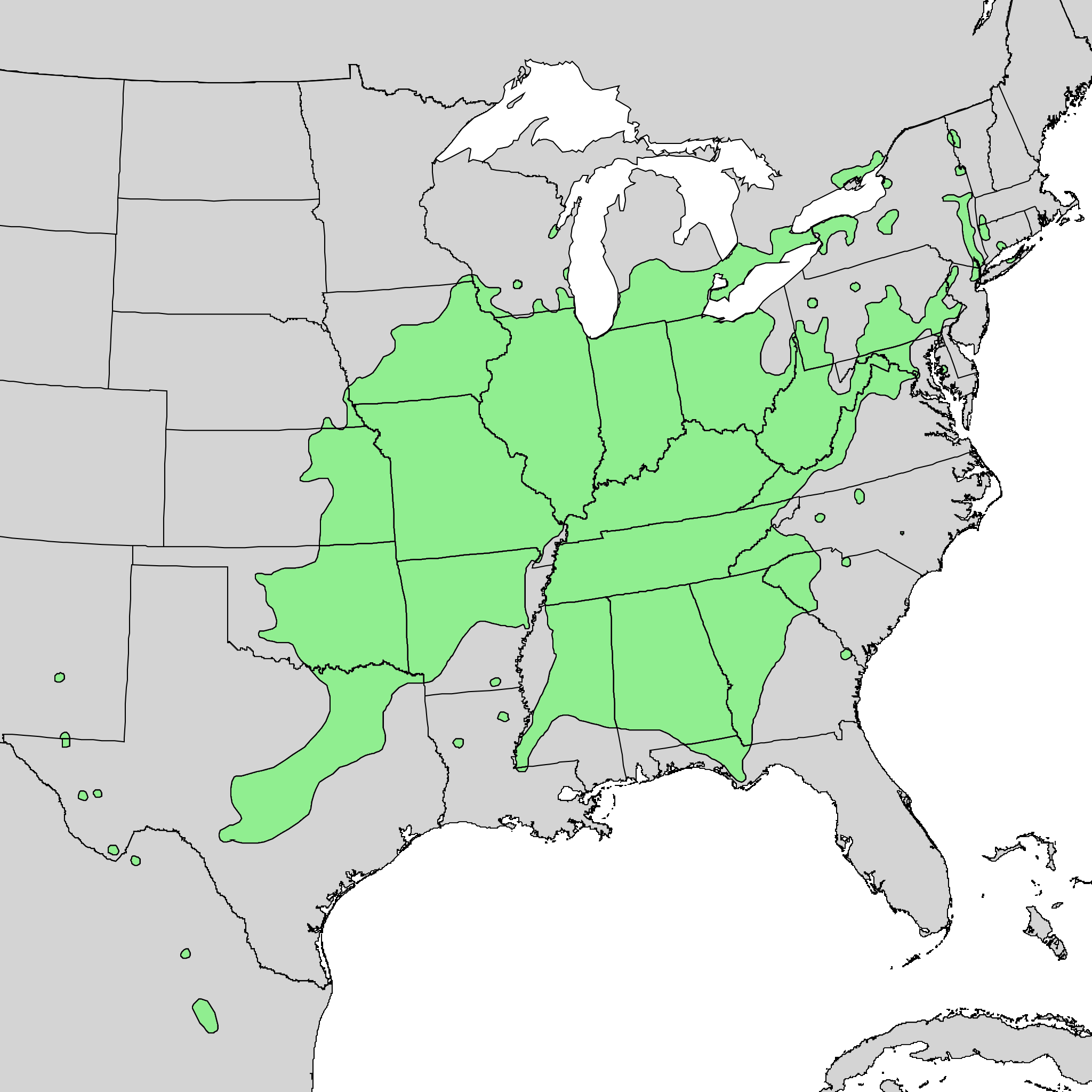
Verbreitungskarte

Das Verbreitungsgebiet reicht von Ontario in Kanada über den Osten und der Mitte der USA bis nach Nord- und Süd-Mexiko. Die Art wächst in 0 bis 2300 Metern Höhe in artenreichen Wäldern auf nährstoffreichen, mäßig trockenen bis frischen, schwach sauren bis alkalischen Böden an sonnigen bis lichtschattigen Standorten. Die Art ist wärmeliebend und meist frosthart. Sie meidet sandige und tonige Böden kommt aber häufig in Städten vor.

## Systematik und Forschungsgeschichte
Die Gelbe Eiche (Quercus muehlenbergii) ist eine Art aus der Gattung der Eichen (Quercus) in der Familie der Buchengewächse (Fagaceae). Die Erstbeschreibung erfolgte 1877 durch George Engelmann in den Transactions of the Academy of Science of Saint Louis.

## Verwendung
Die Gelbe Eiche wird sehr selten wirtschaftlich genutzt.